# طواف بولندا للسيدات 2016
طواف بولندا للسيدات 2016 (بالفرنسية: Tour de Pologne féminin 2016)‏ هو سباق دراجات هوائية، وهو الموسم رقم 1 من السباق، وأقيم خلال الفترة 19 يوليو 2016، وحتى 20 يوليو 2016، وامتدّ لمسافة 182 كيلومتر، وهو أحد سباقات سباق الدراجات على الطريق للنساء 2016، وهو من نوع سباق الدراجات.
فاز فيه بالمركز الأول Jolanda Neff ‏، وبالمركز الثاني فلافيا أوليفيرا، وبالمركز الثالث Tetyana Ryabchenko ‏.

## التصنيف العام النهائي
| \| التصنيف العام \| التصنيف العام \| التصنيف العام \| التصنيف العام \| التصنيف العام \| \| المتسابقة \| المتسابقة \| الفريق \| الوقت \| \| \| ------------- \| ------------------------- \| ------------------------------------------ \| ------------- \| ------------- \| \| 1 \| Jolanda Neff [الإنجليزية]‏ \| Servetto–Makhymo–Beltrami TSA [الإنجليزية]‏ \| \| \| \| 2 \| فلافيا أوليفيرا \| \| \| \| \| 3 \| Tetyana Riabchenko \| Giusfredi–Bianchi [الإنجليزية]‏ \| \| \| |                    |                                |       |  |
| |                    |                                |       |  |
| |                    |                                |       |  |
| التصنيف العام |                    |                                |       |  |
| المتسابقة | المتسابقة          | الفريق                         | الوقت |  |
| 1 | Jolanda Neff ‏      | Servetto–Makhymo–Beltrami TSA ‏ |       |  |
| 2 | فلافيا أوليفيرا    |                                |       |  |
| 3 | Tetyana Riabchenko | Giusfredi–Bianchi ‏             |       |  |